# Mẫu hình Sao Mai
Mẫu hình Sao Mai là một mẫu hình biểu đồ hình nến thường dùng trong phân tích kỹ thuật.

## Mô tả
Nó bao gồm ba cây nến, thông thường một cây nến giảm mạnh tiếp theo bởi cây nến lưỡng lự nhỏ và sau đó một cây nến tăng mạnh. Cây nến của thời kỳ thứ ba nên chiếm ít nhất một nửa cây nến thời kỳ đầu tiên để có mẫu hình Sao Mai đáng tin cậy. Mẫu hình Sao Mai là hoàn toàn ngược lại mẫu hình Sao Hôm.
Biểu đồ minh họa mẫu hình Sao Mai

## Giải thích
Sao Mai là đáng tin cậy hơn và thường được tìm thấy ở dưới đáy của xu hướng giảm. Nó cho thấy rằng trong thời kỳ thứ nhất những người bán đã thống trị phiên giao dịch, trong thời kỳ thứ hai có lưỡng lự giữa người mua và người bán. vào thời kỳ thứ ba người mua nắm lấy mọi thứ trong tầm kiểm soát và kéo giá lên. Dừng lỗ có thể được đặt bên dưới giá thấp của thời kỳ thứ hai.

### Mẫu hình Sao Mai do dự
Nếu nến thời kỳ thứ hai là một hình Do dự thì hình mẫu sẽ được gọi là Sao Mai do dự. Mẫu hình Sao Hôm do dự là chính xác đối diện với mẫu hình Sao Mai.